# Edonos
Edonos (Ἠδωνός) – mityczny przodek trackiego ludu Edonów (Edonoj), poświadczony przez Stefana z Bizancjum w haśle Ἠδωνιοί.
Słowo było używane także przenośnie na oznaczenie każdego Traka. Jako że z Tracji pochodził Dionizos, terminu używano także jako synonimu słów "dionizyjski" czy "bakchiczny" [Ov. Rem. Am. 593; Hor. Carm. 7.27].